# Koke Vegas
Jorge Ruiz Ojeda (Antequera, Espanya, 27 de setembre de 1995), conegut esportivament com a Koke Vegas, és un futbolista que juga com a porter pel Rhode Island FC.

## Trajectòria
Va disputar el torneig de Brunete de Canal + amb el Sevilla FC, i el campionat internacional Danone. Es formaria en el planter de l'Antequera CF, Màlaga CF, Sevilla FC, i Puerto Malagueño, i de nou a l'Antequera, on sent juvenil ja intercalava les seves actuacions amb el primer equip de Tercera Divisió.
Més tard jugaria al filial del RCD Espanyol, on en les seves dues temporades en Segona B va disputar un total de 17 partits en el club perico en la segona temporada, mentre que en l'anterior va defensar l'elàstica de l'equip entrenat en aquell temps per Sergio González en 16 ocasions.
Al començament de la temporada 2016-17, el 5 de setembre de 2016 davant l'absència d'Alex Remiro, concentrat amb la selecció espanyola sub-21, i Raúl Fernández, acabat de recuperar d'una lesió en el gluti de la cama dreta, va debutar en la Segona Divisió en partit davant el Nàstic.
El juliol de 2019 va completar la porteria del Real Club Deportivo de La Corunya cedit pel Llevant UE per a la temporada 2019-20, després de renovar amb els granotes.
Al febrer de 2021 va tornar a sortir cedit, marxant al RCD Mallorca de la Segona Divisió fins a final de temporada. El 31 d'agost va rescindir el seu contracte amb els granotes.